# Francisco del Castillo (poeta)
Francisco del Castillo (Madrid, 15...-d. de 1639) fue un poeta menor español del siglo XVII, hermano del sacerdote y también poeta Felipe Bernardo del Castillo.
Fue Teniente de Correo Mayor de las Estafetas de la Corte. Escribió un Poema de Nuestra Señora de los Remedios que se venera en su Capilla del Convento de la Merced, Madrid, 1619, una Canción a la muerte de Lope de Vega (1635) y un "Epigrama" y un "Elogio Funeral" a la del Doctor Juan Pérez de Montalbán (1639).